# Спеюм 3
Спеюм 3 (англ. Speyum 3) — індіанська резервація в Канаді, у провінції Британська Колумбія, у межах регіонального округу Фрейзер-Велі.

## Населення
За даними перепису 2016 року, індіанська резервація нараховувала 5 осіб. Середня густина населення становила 3 осіб/км².

## Клімат
Середня річна температура становить 7,8°C, середня максимальна – 20,5°C, а середня мінімальна – -8,6°C. Середня річна кількість опадів – 843 мм.
| Клімат поселення                              | Клімат поселення | Клімат поселення | Клімат поселення | Клімат поселення | Клімат поселення | Клімат поселення | Клімат поселення | Клімат поселення | Клімат поселення | Клімат поселення | Клімат поселення | Клімат поселення | Клімат поселення |
| Показник                                      | Січ.             | Лют.             | Бер.             | Квіт.            | Трав.            | Черв.            | Лип.             | Серп.            | Вер.             | Жовт.            | Лист.            | Груд.            |                  |
| Середній максимум, °C                         | 3,05             | 6,45             | 9,74             | 13,36            | 17,18            | 20,50            | 19,84            | 20,45            | 16,24            | 10,95            | 4,85             | 0,81             |                  |
| Середня температура, °C                       | −2,79            | 0,62             | 3,92             | 7,53             | 11,34            | 14,66            | 17,35            | 17,94            | 13,76            | 8,46             | 2,35             | −1,67            |                  |
| Середній мінімум, °C                          | −8,62            | −5,22            | −1,92            | 1,71             | 5,50             | 8,83             | 14,86            | 15,46            | 11,26            | 5,96             | −0,14            | −4,17            |                  |
| Норма опадів, мм                              | 119              | 84               | 71               | 46               | 41               | 38               | 30               | 31               | 45               | 89               | 126              | 123              |                  |
| Середньомісячна швидкість вітру, м/с          | 2.10             | 2.11             | 2.32             | 2.59             | 2.40             | 2.39             | 2.20             | 2.00             | 1.80             | 1.90             | 2.00             | 2.02             |                  |
| Середньомісячна сонячна радіація, кДж/м²·день | 3243             | 6406             | 10587            | 15593            | 19271            | 20758            | 21924            | 18774            | 13377            | 7390             | 3611             | 2557             |                  |
| --------------------------------------------- | ---------------- | ---------------- | ---------------- | ---------------- | ---------------- | ---------------- | ---------------- | ---------------- | ---------------- | ---------------- | ---------------- | ---------------- | ---------------- |
| Джерело:                                      |                  |                  |                  |                  |                  |                  |                  |                  |                  |                  |                  |                  |                  |